# بوالعسكر
 بوالعسکر  بالفارسية  بوالعسکر  قرية صغيرة تتبع بلدة شيبكوه (بالفارسية: بخش شيبكوه ) من توابع مدينة لنجة وتقع في محافظة هرمزگان في جنوب إيران. تقع هذه القرية على بعد 9 كيلومترات في الشمال الغربي لـقرية كزدان.

## حدود قرية بوالعسکر
حدود قرية بوالعسکر، من الشمال: جبل ، ومن الجنوب قرية رستاق ، ومن الغرب قرية لشتاني ، ومن جهة الشرق تنتهي بقرية جبریه.

## تاسكان
يبلغ عدد سكان هذه القرية حسب تعداد السكان لعام 2006 للميلاد، (400) نسمه من أهل السنة والجماعة وعلى المذهب الشافعي. يتكلون الفارسية باللهجة المحلية، لهم
مسجد، ومدرسة، وعيادة صحية صغيرة، وبركتان لحفظ مياه الأمطار، يمتهنون بتربية المواشي والزراعة، ولهم 200 نخلة مثمرة، وأراضي زراعية خصبة، وعين ماء.
يمتهنون بمهنة الزراعة وتربية المواشي والأغنام.